# Лоустау, Феликс
Мурио́ Фе́ликс Лоуста́у (исп. Murió Félix Loustau; 25 декабря 1922, Авельянеда — 5 января 2003, там же) — аргентинский футболист, левый крайний нападающий.

## Карьера
Феликс Лоустау родился 25 декабря 1922 в Авельянеде. Он начал свою карьеру в «Дефенсорес де Бельграно», а затем в «Спортиво Брандсен». После «Спортиво», он с 1938 года выступал за молодёжные составы клуба «Расинг», играя на позиции левого защитника. Затем Лоустау провёл две игры за клуб «Док Суд», откуда перешёл в «Ривер Плейт».
В «Ривере» Лоустау дебютировал 28 июня 1942 году в матче против «Платенсе»
Вскоре он стал частью знаменитой «Машины», состоящей из Муньоса, Морено, Педернеры, Лабруны и Лоустау. Та команда провела лишь 18 матчей, но до сих пор считается легендарной. Лоустау, игравший на левом фланге защиты, был переведён на левый фланг нападения «Ривера», куда его поставил тренер «Ривера» Ренато Чезарини. Феликс выступал за эту команду на протяжении 15-ти лет, выиграв 8 чемпионатов Аргентины, проведя 365 матчей и забив 101 мяч (10-й результат в истории команды). После того, как Лоустау был вытеснен из состава Роберто Сарате, футболист решил уйти из «Ривера». Последний матч за клуб футболист провёл 21 сентября 1958 года с «Бокой Хуниорс» (1:2).
Что значит «Ривер» в моей жизни? Это совсем, совсем просто. Это мой второй дом. Я провёл много лет в клубе и всегда там был счастлив. У меня остались самые лучшие воспоминания, как у футболиста, и, к счастью, множество друзей. Каждый день я вспоминаю моменты из прошлого. Я бесконечно благодарен «Риверу».
В 1958 году Лоустау перешёл в «Эстудиантес», где завершил свою карьеру 21 сентября 1958 года в игре с «Бокой».
В сборной Аргентины Лоустау провёл 28 матчей и забил 10 мячей, выиграв с командой 3 Чемпионата Южной Америки.
После окончания карьеры Лоустау работал тренером и преподавателем в школе тренеров Аргентинской федерации футбола.
Феликс Лоустау скончался 5 января 2003 года от остановки сердца.

## Статистика
| Сезон | Клуб        | Лига    | Чемпионат | Чемпионат | Кубок | Кубок | Международные | Международные |
| Сезон | Клуб        | Лига    | Игры      | Голы      | Игры  | Голы  | Игры          | Голы          |
| ----- | ----------- | ------- | --------- | --------- | ----- | ----- | ------------- | ------------- |
| 1942  | Ривер Плейт | Примера | 10        | 3         | 3     | 2     | 2             | 0             |
| 1943  | Ривер Плейт | Примера | 27        | 11        | 2     | 0     | —             | —             |
| 1944  | Ривер Плейт | Примера | 28        | 7         | 2     | 0     | —             | —             |
| 1945  | Ривер Плейт | Примера | 29        | 9         | 2     | 0     | 2             | 0             |
| 1946  | Ривер Плейт | Примера | 30        | 9         | 4     | 1     | —             | —             |
| 1947  | Ривер Плейт | Примера | 30        | 12        | —     | —     | 2             | 0             |
| 1948  | Ривер Плейт | Примера | 21        | 8         | 1     | 0     | 6             | 4             |
| 1949  | Ривер Плейт | Примера | 31        | 10        | 2     | 0     | —             | —             |
| 1950  | Ривер Плейт | Примера | 24        | 9         | —     | —     | —             | —             |
| 1951  | Ривер Плейт | Примера | 24        | 4         | —     | —     | —             | —             |
| 1952  | Ривер Плейт | Примера | 30        | 6         | 1     | 0     | —             | —             |
| 1953  | Ривер Плейт | Примера | 25        | 2         | —     | —     | —             | —             |
| 1954  | Ривер Плейт | Примера | 23        | 3         | —     | —     | —             | —             |
| 1955  | Ривер Плейт | Примера | 18        | 3         | —     | —     | —             | —             |
| 1956  | Ривер Плейт | Примера | 10        | 2         | —     | —     | —             | —             |
| 1957  | Ривер Плейт | Примера | 1         | 0         | —     | —     | —             | —             |
| 1958  | Эстудиантес | Примера | 9         | 0         | 10    | 1     | —             | —             |

1. ↑  Включает следующие турниры: Кубок Карлоса Ибаргурена (1942, 1949, 1952), Кубок Адриана Эскобара (1942, 1943, 1946), Кубок Аргентинской Республики (1943), Кубок состязания Британии (1943, 1944, 1945, 1946, 1948), Кубок Швеции (1958)
2. ↑  Включает следующие турниры: Кубок Альдао 1941, 1942, 1945, 1947), Клубный чемпионат Южной Америки (1948)

## Достижения
- Обладатель Кубка Карлоса Ибаргурена: 1941, 1942, 1952
- Обладатель Кубка Альдао: 1941, 1945, 1947
- Чемпион Аргентины: 1942, 1945, 1947, 1952, 1953, 1955, 1956, 1957
- Чемпион Южной Америки: 1945, 1946, 1947